# Supersnuten Sune
Supersnuten Sune eller Supersnuten Sune - med rätt att snoka är den nionde boken i Suneserien av Anders Jacobsson och Sören Olsson och utkom första gången i september 1994..

## Bokomslaget
Bokomslaget visar Sune, dels i vardagskläder, och dels i agentkläder.

## Handling
Boken handlar om Sune, som vill bli polis då han blir äldre. Men han kan inte vänta, redan nu försöker han lösa mindre brott.
Han vill veta vem den fräcka chips-tjuven är, och skummisen som äter upp familjens strumpor. Han tar på sig deckarrocken med innerfickan full av deckarsaker, och blir poliskommissarie Harald Turesson, "supersnut med rätt att snoka. Alla skurkars skräck och tjejernas nya idol".
Som Sune följer han med till sin pappas nye chef, och träffar flickan Saga Mybelius som han tycker om.

### Fotnoter
1. ↑  ”Supersnuten Sune” (på engelska). Worldcat. 20 mars 1994. https://www.worldcat.org/title/supersnuten-sune-med-ratt-att-snoka/oclc/186098120&referer=brief_results. Läst 29 mars 2015.